# Brickband

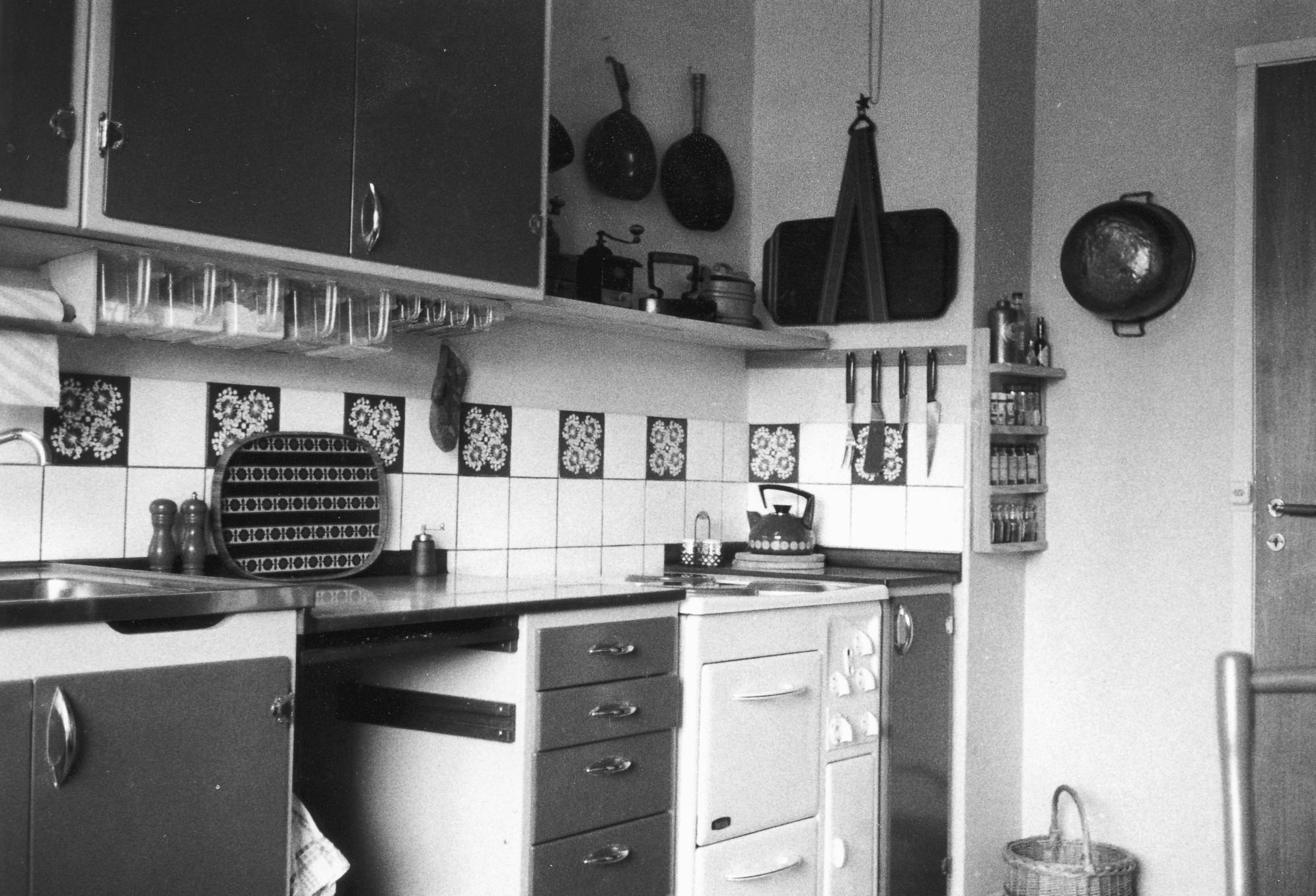
Svenskt kök från 1968 med bricka i brickband på väggen till höger ovanför spisen och knivarna.

Ett brickband är ett tvådelat band som används för att hänga upp en bricka på väggen. Brickband är ofta i textila material men kan även vara av exempelvis plast eller läder. De kan vara enfärgade eller mönstrade. Bandet består av två öglor som förenas upptill av en ring eller sölja i ett hårdare material, exempelvis trä eller metall, och hängs i ringen eller söljan på en spik eller krok på väggen i ett kök eller en matsal. Brickband var vanliga i svensk heminredning omkring mitten av 1900-talet.
Benämningen brickband används även något slarvigt och oegentligt om brickvävda band.
Brickband är ett nordiskt (eller i alla fall skandinaviskt) fenomen. Det finns inte ens ord för denna textila inredningsdetalj på andra europeiska språk.